# Витапаркур
Витапаркур (также Вита Паркур или Цюрих Витапаркур) — это, как правило, публично доступная расположенная в лесу оздоровительная тропа. Он состоит из различных тренажёров, на которых предусмотрено выполнение упражнений на силу, выносливость, ловкость и координацию.
Витапаркур — это швейцарский аналог немецкой Trimm-dich-Pfad, хотя и в Германии имеется несколько Витапаркуров (например в Лёррахе и в Вайнштадте).
Первый Витапаркур был сооружён в 1968 году при поддержке тогдашней страховой компании Vita. Основоположниками стала группа гимнастов из Воллисхофена, которая использовала поваленные деревья и другие природные объекты для занятий на них. Но поскольку лесничие часто устраняли сооруженные тренажёры, местному самоуправлению было предложено построить стационарный Витапаркур для гимнастических упражнений. Муниципалитет поддержал данное предложение и заручился поддержкой тогдашней страховой компании Vita, которая позже превратилась в страховую компанию Цюрих.
В то время изначально Витапаркуры были предназначены только для спортсменов, в 1972 году концепция была распространена на семьи и менее спортивных людей. В 1973 году был открыт сотый Витапаркур, в 1990 году — пятисотый. Таким образом примерно пятая часть мировых оздоровительных троп находится в Швейцарии.
Между тем в Швейцарии существует более 500 Витапаркуров. Страховая компания Цюрих сегодня является главным спонсором фонда Витапаркур, который рекламирует Витапаркур лозунгом «Добро Пожаловать в крупнейших фитнес-клуб Швейцарии!». Витапаркуры опекаются и обслуживаются местными общинами, спортивными организациями, обществом содействия развитию туризма; объёмные ремонтные работы часто берёт на себя Организация гражданской обороны. Ежегодные расходы на содержание составляют от 1000 до 2000 швейцарских франков, в то время как фонд оплачивает сооружение Витапаркуров.

## Упражнения
Каждая тропа была создана по-разному из-за топографических условий. Протяжность самых коротких дистанций Витапаркуров составляет несколько сотен метров. Витапаркуры с самой большой нагрузкой имеют длину более 3 километров, или могут иметь перепад высот выше 120 метров (например Витапаркур в общине Натерс кантона Вале). Средняя протяжность маршрута составляет 2.35 км с уклон в 59 метров. На данный момент (2015) Швейцарии 498 маршрутов Витапаркур, 21 из которых — это так называемые короткие маршруты.
Ниже приведён краткий список 15 плакатов. На каждой табличке указано, о каком виде упражнения идёт речь в конкретном случае (сила, выносливость или ловкость) и как долго следует выполнять каждое упражнение.
1. Упражнения на растяжку, в частности икроножных мышц и мышц лодыжки.
2. Упражнения на подвижность.
3. Ловкость: Прыжки на бревне с сохранением равновесия. Так же прыжки «жабкой» через брёвна.
4. Подвижность: Висеть на перекладине и болтаться. Сила: Подтягиваться и висеть на согнутых руках.
5. Упражнения на подвижность для спины.
6. Подвижность: Рисовать в воздухе круг ногами вися на кольцах. Сила: Вися на кольцах медленно сгибать колени.
7. Сила: Раскачивание на брусьях. Отжимание на брусьях с выпрямленным телом. Передвижение вдоль брусьев.
8. Выносливость: Быстрый степ на пеньках. Сила: Подняться, выпрямить тело и спуститься на более высоком пеньке.
9. Сила: Упражнения для мышц живота и спины.
10. Выносливость: Прыгать через брёвна вперёд и вбок.
11. Подвижность и выносливость на перекладине
12. Сила: отжимания, отжимания спиной к перекладине.
13. Выносливость и ловкость: слалом между столбами, бег вокруг каждого столба перед переходом к следующему столбу.
14. Ловкость: Движение вперёд и назад балансируя на балке. Держать равновесие на одной ноге в горизонтальном положении тела с выпрямленными ногами и руками — упражнение «ласточка».
15. Заминка — растяжка различных групп мышц.